# Bulbucata (gmina)
Bulbucata – gmina w Rumunii, w okręgu Giurgiu. Obejmuje miejscowości Bulbucata, Coteni, Făcău i Teișori. W 2011 roku liczyła 1591 mieszkańców. 